# No Love
„No Love“ je píseň amerického zpěváka a rappera Eminema. Píseň pochází z jeho sedmého studiového alba, Recovery. Produkce se ujal producent Just Blaze. S touto písní mu vypomohl americký rapper Lil Wayne. V refrénu je použit sample ze známé taneční písně "What Is Love" od Haddaway.

## Hitparáda
| Země      | Umístění |
| --------- | -------- |
| Kanada    | 24       |
| Anglie    | 33       |
| US 100    | 23       |
| Austrálie | 21       |
| Německo   | 17       |